# District minier de Jingxing
Le district minier de Jingxing (井陉矿区 ; pinyin : Jǐngxíng Kuàngqū) est une subdivision administrative de la province du Hebei en Chine. Il est placé sous la juridiction de la ville-préfecture de Shijiazhuang.